# Asterozoa
Asterozoa is een onderstam van de stekelhuidige dieren. Tot deze groep behoren alle zeesterren en verwanten, zoals de slangsterren en de zeesterren. De wetenschappelijke naam Astero-zoa betekent letterlijk ster-dieren en alle vertegenwoordigers hebben van oorsprong een ster-achtige lichaamsvorm. De meeste soorten hebben een vijfvoudige symmetrie, net zoals de zeelelies, maar er zijn ook groepen met een ingewikkelder lichaamsbouw.

## Klassen
De Asterozoa worden verdeeld in de volgende klasses;
- Zeesterren (Asteroidea)
- Slangsterren (Ophiuroidea)
- (mogelijk) Somasteroidea